# Victor Heights
Victor Heights, soprannominato anche Forgotten Edge (angolo nascosto), è un quartiere a Northwest di Los Angeles compreso nella parte più ad est del distretto di Echo Park. Si trova a nord di Sunset Blvd, a nord-est di Angelino Heights e ad ovest della freeway 110. 
Il quartiere, principalmente residenziale, ospita un certo numero di edifici storici e negli anni 40 del XX secolo era abitato in prevalenza da una comunità di lavoratori italiani.

## Storia
Il quartiere prende il nome da Victor Beaudry, un imprenditore e magnate arricchitosi grazie al commercio dell'acqua nel settore minerario. Victor vendette i terreni sui quali oggi sorgono i quartieri di Angelino Heights agli impresari edili William W.Stilson e Everett E. Hall. Victor era inoltre il fratello minore di Prudent Beaudry, che fu sindaco di Los Angeles dal 1874 al 1876. Assieme i due fratelli comprarono, vendettero e costruirono terre ed abitazioni creando così le prime aree residenziali della zona.